# Acrostichum feei
Acrostichum feei là một loài dương xỉ trong họ Pteridaceae. Loài này được Bory ex Fée mô tả khoa học đầu tiên năm 1845.